# Route nationale 39 (Luxemburg)
Die Route nationale 39 – abgekürzt N39 – ist eine 1,785 km kurze Straße, die bei Düdelingen innerhalb des Kantons Esch/Alzette verläuft.

## Aktueller Verlauf (Stand 2. Oktober 2023)
Derzeit verläuft die N39 als Abzweig der CR 161 und fungiert als Zufahrtsrampe zur Autoroute , Ein-/Ausfahrt Dudelingen-Burange – Nr. 8.